# Charleval (Eure)
Charleval település Franciaországban, Eure megyében. Lakosainak száma 1703 fő (2022. január 1.). Charleval Fleury-sur-Andelle, Lyons-la-Forêt, Ménesqueville, Perriers-sur-Andelle, Rosay-sur-Lieure és Val d'Orger községekkel határos.

## Népesség
A település népességének változása:
| Lakosok száma | 1636 | 1753 | 1768 | 1827 | 1840 | 1826 | 1789 | 1734 | 1706 | 1703 |
|               | 1968 | 1982 | 1990 | 2006 | 2013 | 2015 | 2017 | 2019 | 2020 | 2022 |